# Roberto Pinheiro
Roberto Pinheiro (Parnamirim, Río Grande del Norte, 9 de enero de 1983) es un ciclista brasileño.
Desde 2008 hasta 2017 compitió por el equipo Funvic, pasando a profesional en la temporada 2010 cuando el equipo logró la licencia Continental. Es uno de los velocistas del equipo y entre su palmarés se cuenta el bicampeonato en ruta de Brasil en 2007.
Entre 2018 y 2022 estuvo sancionado por el uso de métodos y sustancias prohibidas.

## Palmarés
2007
- 2.º en el Campeonato de Brasil en Ruta

2010
- 2 etapas de la Vuelta Ciclista del Uruguay
- 2 etapas de la Volta de Gravataí

2011
- 1 etapa de la Volta de Gravataí
- 3 etapas del Tour do Brasil/Volta do Estado de São Paulo

2012
- 1 etapa del Tour do Rio

2014
- 2.º en el Campeonato de Brasil en Ruta

2015
- 1 etapa de la Vuelta a Río Grande del Sur

2016
- 3.º en el Campeonato de Brasil en Ruta

2017
- Campeonato de Brasil en Ruta

2024
- Campeonato de Brasil en Ruta

## Equipos
- Funvic (2008-2017)
  - Team Vale-JKS-Sundown-Pindamonhangaba (Amateur) (2008)
  - Fapi-Funvic-JKS-Pindamonhangaba (Amateur) (2009)
  - Funvic-Pindamonhangaba (2010-2012)
  - Funvic Brasilinvest-São José dos Campos (2013-2014)
  - Funvic-São José dos Campos (2015)